# 西方盟國的背叛

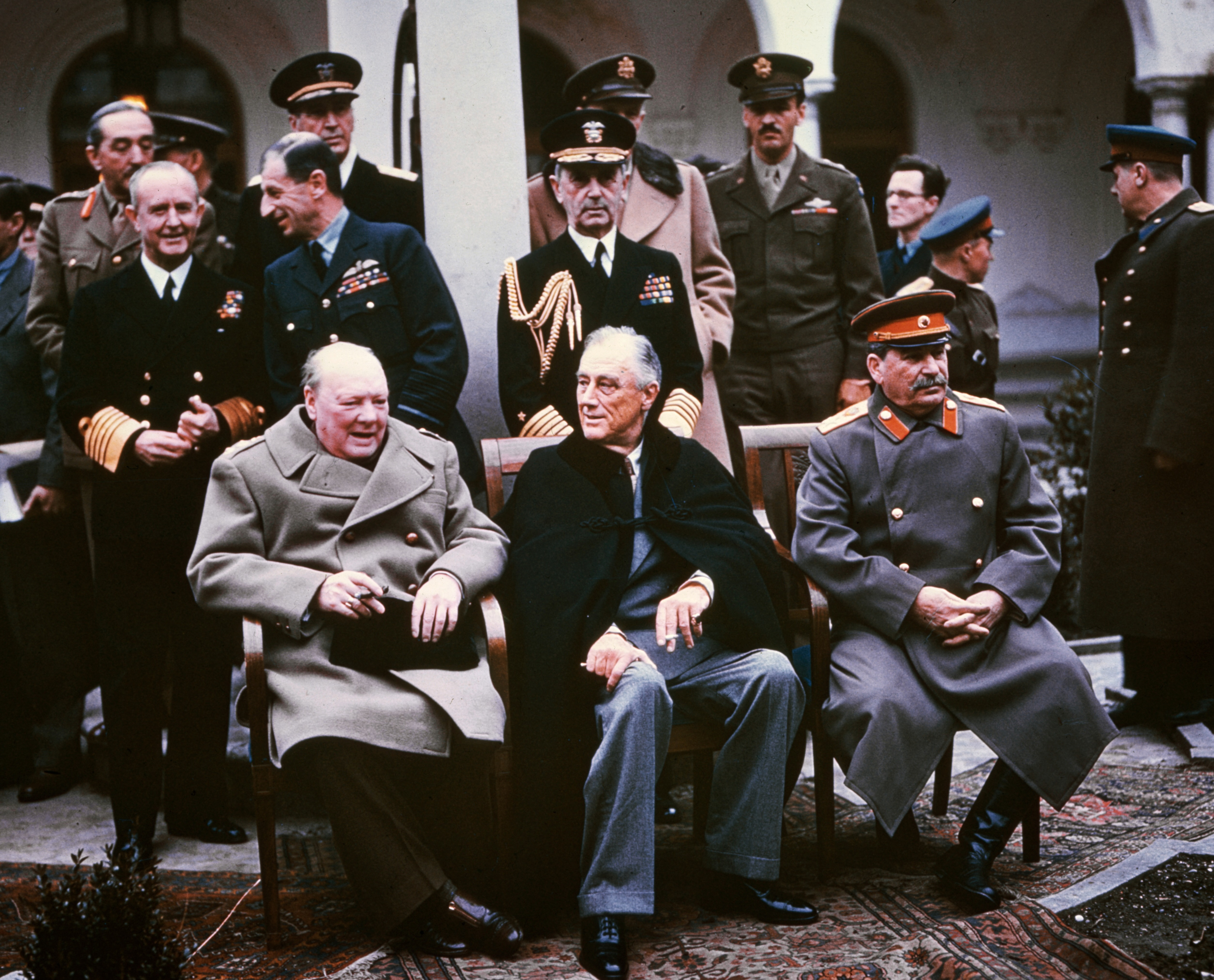
雅尔塔会议中的同盟國三巨头：丘吉尔、罗斯福和斯大林

西方盟國的背叛（Western betrayal）是认为自1919年凡爾賽和約簽訂以來，經過第二次世界大戰到冷戰期間，西方國家的政策基于实际利益，实行绥靖主义，在政治上出賣中歐與東歐國家、及其他盟国的一种观点。
在第一次世界大戰結束後，許多過去遭受西方列強統治的歐洲小國，紛紛依照當時的民族自決原則宣告獨立，建立共和國政府，並且與西方列強大多簽訂了軍事協防條約；但是在最後依舊被這些實施自由主義阵營的國家拋棄，導致領土遭到敵國的佔領。其中最著名的例子就是第二次世界大戰爆發前夕，英法兩國對納粹德國侵略捷克斯洛伐克的行動，採取了默許或至少不制止的態度。
當德國戰敗後，這些國家面臨遭到蘇聯赤化，美國、英國及法國也沒有採取或僅採取一些有限的手段來阻止蘇聯的擴張行動；最後導致這些國家通通被併入了蘇聯的勢力範圍，並且建立了共產主義政权。這件事主要原因在於，西方國家的領導人對蘇聯的影響力與意圖判斷錯誤，就如同10多年以前英國與法國錯估了納粹德國的影響力與意圖一樣。

## 二戰爆發前的中東歐國家外交政策
當第一次世界大戰結束之後，法國政府開始在東歐國家設置了所謂的「隔離線」（Cordon Sanitaire），用於防止被英法國家視為病毒的德國與蘇聯在此擴張其政治勢力與意識型態。因此當共產黨人庫恩·貝拉在匈牙利成立蘇維埃政府時，法國便出兵協助羅馬尼亞與捷克斯洛伐克的聯軍一同對匈牙利蘇維埃共和國宣戰，並在最後成功的瓦解掉了這個赤色政權。
1921年，法國與波蘭共和國簽署了防禦協定，表示兩個國家在遭到任何一個外敵入侵時，會互相協助對方，然後又在1924年與捷克斯洛伐克簽訂類似條約，並於1925年提升了雙方的軍事協防義務，接著又在1926年與1927年將羅馬尼亞還有南斯拉夫拉入自己的同盟體系內，意圖將原先由捷克斯洛伐克、羅馬尼亞與南斯拉夫簽訂的反匈牙利聯盟，轉變成反德聯盟。
而在英倫海峽另外一邊的英國，早期在中東歐並沒有發展任何勢力，也沒有與任何國家簽訂防禦條約，當時的英國外相奧斯丁·張伯倫甚至表示「保衛波蘭走廊對於英國而言連當雞肋都不如」。然而從1920年到1930年的十年之間，列強與中東歐國家，或是中東歐國家之間，也簽署了為數不少的協議，以防止未來的戰爭爆發，而他們的兩個主要假想敵分別為蘇聯與德國。
波蘭方面，於1932與1934年與蘇聯簽訂了長達10年的互不侵犯條約，而蘇聯也同樣與芬蘭、愛沙尼亞與拉脫維亞簽訂了相同性質的互不侵犯協議，接著在1934年，波蘭也與德國簽訂了10年互不侵犯協議，而蘇聯則在1935年與法國還有捷克斯洛伐克簽訂了軍事防禦協定，內容指出一旦捷克斯洛伐克遭到鄰國攻擊，法國與蘇聯都會對其提供支援。
在1933年11月，也傳出過英法波三國政府計畫對德國發動先發制人攻擊的傳聞，以防止希特勒發動戰爭。英國歷史學者納米爾指出，波蘭政府曾經向法國當局提出了這樣的要求，但是卻遭到法國政府的拒絕，因而使得這個先發制人的作戰行動胎死腹中，不過在法國、比利時與波蘭的相關文件中，卻沒有這樣的檔案資料存在。

## 捷克斯洛伐克
對於捷克斯洛伐克而言，最難忘的歷史經驗莫過於西方國家坐視希特勒派兵佔領蘇台德地區，當時捷克的政治人物開始藉由報章雜誌對西方國家採取批評的立場，並首次使用了綏靖主義一詞來形容西方盟國對自己的背叛，除此之外，由於當時英法義三國是在慕尼黑協定上背棄捷克斯洛伐克，因此慕尼黑這個名詞，在捷克語中也被賦予了相同的意思。
對於當時出賣捷克的行為，邱吉爾曾經做過如下的表示：「英國與法國當時必須要在戰爭與不榮譽當中做出一個抉擇，不過最後他們選擇了不榮譽，而且也同時得到了戰爭。」
二戰期間，由納粹德國控制下的捷克政權，也就是波西米亞－摩拉維亞保護國中，也經常拿當年英國與法國人出賣捷克人的歷史，來將自己與納粹德國的合作予以正當化。
在戰後的議會選舉中，捷克斯洛伐克共產黨也表示，由於西方國家在歷史上曾經擁有過出賣捷克的紀錄，因此戰後捷克斯洛伐克應該要在政策上更靠攏蘇聯，而當共產黨取得了該國的統治權之後，這個說法也自然的成為了整個國家唯一認可的歷史觀點，直到1989年，捷克斯洛伐克共產黨在天鵝絨革命中敗陣下來之後，才被再度拿出來進行討論。

## 波蘭

### 獨立初期
被瓜分了整整123年之後，波蘭重新作為一個主權獨立的國家，於1919年出現在歐洲的版圖中。儘管西方的戰勝國當時宣稱，為了抵制德國(與後來的蘇聯邦)，會加強對波蘭的援助，然而實際上，波蘭從英國與法國手中所取得的援助並不多，其中最著名的案例就是西里西亞事件，由於當時英法兩國希望從德國手中取得大批賠款，因此決定將西里西亞工業區繼續留在德國的版圖中。
當1921年西里西亞發生起義事件時，依據凡爾賽條約，由於西里西亞北部的部分地區是以波蘭裔居民為主，所以這些地區被劃入波蘭的版圖，是完全符合凡爾賽條約中的民族自決協定的，然而德國政府卻指出，凡爾賽條約並沒有賦予西里西亞進行分裂的權力，由於西里西亞大多數的居民選擇德國為其母國，因此西里西亞理所當然為德國領土。

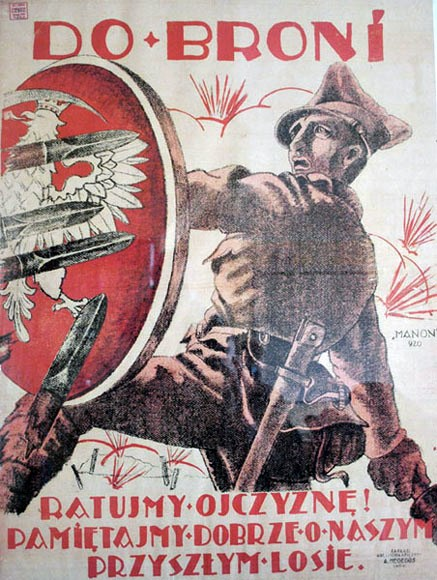
波蘇戰爭期間波蘭的宣傳海報，內文說：「拿起武器！拯救祖國！谨記我們將來的命運。」

對於西里西亞事件，起初法國政府基於削弱德國的實力，選擇站在支持波蘭的立場，儘管最後法國並沒有派出部隊協助波蘭進行抗暴活動，但是正是因為由於得到法國當局的部分支持，西里西亞的起義事件才會演變成抗德衝突，而實際上，法國也曾經於1921年6月份對德國發出了類似最後通牒的警告，要求德軍立即撤出西里西亞。
不過在英國的干涉之下，法國與比利時都沒有出兵干涉這場行動，英國之所以如此考量，除了希望能夠讓威瑪共和國更容易的進行戰爭賠款之外，更為重要的一點就是避免讓德國失去太多的領土，進而刺激德國的極端民族主義者上台，最後導致歐洲大陸再度陷入一場戰爭。儘管英國政府用心良苦，但是波蘭方面卻不領情，儘管英國從來沒對波蘭做出任何承諾，但是波蘭人仍然認為這是倫敦當局對他們的一次“背叛”。
波蘇戰爭期間，在西方國家的政壇也曾經有過一場辯論，那就是他們到底是應該協助剛剛取得革命成功的布爾什維克，還是依舊在抵抗革命的白俄羅斯勢力，乃至於自一戰之後獨立建國，開始尋求向蘇聯境內擴張，以收復領土的波蘭政府。儘管初期英法選擇支持波蘭，法國也派出了少量士兵助戰，不過當戰局逆轉後，這些西方國家轉而開始勸說波蘭投降。
在1920年7月，英國政府曾經向波蘭當局表示，會運送一批一戰期間的軍火物資，協助他們繼續與蘇聯作戰。不過當時英國首相戴維·勞合·喬治的這項不情願的政策，卻遭到了英國職工大會的抵制，誓言要讓這些物資離不開英國的港口，以免落入白色波蘭人的手中。當時喬治本人是在受到邱吉爾與寇松等右派政治人物的影響下，才勉強做出支援波蘭的決定，因而這項來自左翼團體的抵制，也成為了喬治拒絕支持波蘭的藉口。
儘管法國方面也曾經計畫經由波蘭北部的但澤輸送物資進入波蘭，不過法國的港口員工也對此舉動進行了猛烈的抵制，而當這條路線被切斷之後，法國也只能經由德國或捷克斯洛伐克運送物資進入波蘭，然而這兩個國家與波蘭之間也有邊界衝突，自然不會允許軍火物資被送到自己的敵國去，整起援助計畫也就這樣不了了之了。

### 二戰爆發前
波蘇戰爭之後，波蘭為了保護自己國家領土的獨立與完整，分別於1921年2月19日與3月3日，與法國還有羅馬尼亞等國簽訂一系列的協防條約，而由於當時法國是波蘭最主要的盟友，因此波蘭第二共和國的一切軍事建設，都是依據當時與法國所簽訂的協防條約為標準的，該條約也被波蘭人視為維持中歐地區和平的最主要依據，以同時抵抗德國與蘇聯的侵略。
隨著希特勒1933年上台，德國的侵略野心日益暴露，同時也加強了英法兩國對希特勒的警惕，開始加強了他們對中東歐國家的援助。為了防止希特勒佔領羅馬尼亞境內的油田，英國政府於1939年3月30日與羅馬尼亞簽訂了防禦條約，主要的目的是為了防止戰爭爆發之後，希特勒可以藉由這些資源，來抗拒英國皇家海軍的海上封鎖線，打一場對英國不利的持久戰，而波蘭也被涵蓋到這個防禦條約裡面。
到了1939年4月，英法兩國才準確得知第三帝國的下一個擴張目標是波蘭，於是開始加緊了與波蘭的合作。該年5月，法國的毛利斯·甘莫林將軍與波蘭的塔德乌什·卡斯普日茨基將軍簽訂了《法波軍事同盟》，協議中明確指出，法國會在德國對波蘭發動軍事行動之後，開始先提供空軍與少數地面部隊，協同波軍作戰，並且在15天之內，將主力部隊開上前線作戰。
與此同時，英法兩國似乎對德國還有所期望，(這與德國虛弱有關係)，因此採取著兩手策略。在這些對波蘭的承諾中，西方列強的目的僅止於維持波蘭作為主權獨立國家的地位，而非維持其領土完整。當時張伯倫所採取的兩手策略就是一方面阻止希特勒併吞波蘭與羅馬尼亞，防止他取得中東歐國家的資源來威脅西方民主國家，但是另外一邊，他們也願意藉由犧牲這些國家的領土主權，來滿足希特勒的需求，填飽他的侵略慾望，維持歐洲大陸的均勢。
在這個前提之下，英法兩國的代表也於5月4日在巴黎進行祕密會談，表示一旦戰爭爆發，擊敗德國將是比保衛波蘭更為重要的任務，也因此一方面英國政府開始跟波蘭當局進行接觸，但是卻不願意將自己的真正意圖透露給華沙，直到戰爭的腳步逼近之後，英波兩國才簽訂了《英波共同防衛條約》，然而本來預定8月22日簽訂的協議，也因為倫敦方面的猶豫，而拖延到了25日才正式達成。
在《英波共同防衛條約》中，倫敦方面保證，一旦德國開始對波蘭發動侵略戰爭，英國皇家空軍會開始先空襲德國境內的工業設施，然後當英國遠征軍組建完成後，便會派到法國參戰。然而這些看似雪中送炭的舉動，不但無法停止希特勒的野心，另一起更大的背叛行動則在莫斯科上演，蘇聯外交部長莫洛托夫與德國外交部長里賓特洛甫正式簽訂了《德蘇互不侵犯條約》，商議再度瓜分波蘭。

### 二戰時期（1939）
1939年9月1日，德軍正式向波蘭發動了攻擊，第二次世界大戰正式爆發，英國與法國於9月3日正式對德國宣戰，然而英法兩國卻沒有依據條約派出正規部隊，協助波蘭軍隊對抗德軍。而另一方面，也由於條約當時設計的不周，所以盟國無法對另外一個侵略者，也就是蘇聯採取任何制裁行動，但是英法兩國依舊開始對德國進行海上封鎖行動，另外也開始逮捕或沒收在海上的德國船隻。
依據《法波軍事同盟》協定，法國政府必須迅速進入動員狀態，對德法邊境上的德軍防衛據點進行視察，並且發動攻擊，在15天之後（也就是9月16日），法國必須與德國全面進入戰爭狀態，揮兵攻入德國境內。事實上早在8月26日，法國就已經開始動員，並且於9月1日正式宣稱進入動員狀態，並於9月7日在萊茵河流域發起了攻擊。
法國陸軍11個師立即深入德國境內多達32公里，一舉拿下了索爾布呂肯，但是並沒有遭遇到德軍的猛烈抵抗，只是最後他們的攻勢還是被法國政府給下令停下來了。而在英國方面，皇家空軍開始對德國海軍的一些目標進行了炸射，並遭到德軍方面的反擊，損失極為輕微，此外英國的飛機也在夜間向德國境內目標投下心戰傳單，這個舉動直到9月11日才被下令停止。
事實上根據戰爭前波蘭方面的情報，乃至於戰後對德軍將領所進行的審問，1939年德軍在西線的邊境地區僅佈署了20個師的兵力，而法軍則有約90個師，而與此同時，在波蘭境內作戰的德軍C集團軍，則有33個步兵師、11支新編師與6個邊境巡邏師，而且大多數的德國空軍及裝甲部隊也都被調派到了東線戰場上去，所以德國西部的齊格飛防線並不足以抵擋法軍的大規模攻勢。
早先，英法盟軍是希望藉由對德國西部的進攻，迫使德國國防軍打一場毫無勝算的兩面作戰，當時法軍計畫以40師的兵力，包含裝甲師、78個砲兵團與40個戰車營，對德國境內發動大規模攻勢，然而當法軍準備於齊格飛防線與德軍爆發戰爭之前，甘末林將軍卻宣稱由於法國已經吸引了6個德國師回防西部戰線，因此下令部隊停止前進，立刻撤退回馬其諾防線，並將最後的攻勢由9月17日延期至20日。
由於法軍放棄了其對德國境內的攻擊行動，最終導致了波蘭被蘇聯與德國瓜分，也因為英國與法國並沒有盡到自己在條約上所答應波蘭的義務，因此被後世學者嚴厲批判。
此外，當波蘭空軍的飛行員英勇地駕駛老舊飛機起飛與德國空軍作戰時，英國皇家空軍與法國空軍也沒有做出太多的行動來制止希特勒的野心，最多最多也就是在德國的城市投下幾份傳單，並且對其海軍港口發動有限的轟炸而已，而這種皮肉傷是遠遠的不可能阻擋希特勒建立第三帝國的夢想，而最後，英國與法國也將難以避免的與德國發生戰爭。
1939年9月17日，當史達林確認波蘭政府的垮台已經難以避免之際，蘇聯紅軍也由東部攻入了波蘭境內，與德軍一同瓜分了這個東歐國家。對於英法兩國的批評，學者指出，當得知希特勒已經有發動戰爭的野心時，兩國政府的態度也顯然不夠積極，倫敦方面僅從40人當中動員1人，而法國則是從10人中動員1人，自然無法對抗全副武裝的德軍部隊。
儘管這些對英法的批評者們也確實高估了當年英法兩軍的實力，因為就算當時德軍的主力部隊都在東線作戰，在士氣與裝備方面，德國國防軍也遠非英法兩國可比的，而波蘭軍隊也英勇奮戰，抵抗了5個多星期，但是他們還是不免抱怨當年英法兩國沒有提早做出行動，最後波蘭不但淪陷，而法國在最後也遭到了德軍的入侵。

### 大西洋憲章（1941）
希特勒入侵蘇聯之後，波蘭流亡政府正式與莫斯科簽訂了同盟條約，儘管當時波蘭要求史達林放棄掉一切他自《德蘇互不侵犯條約》中所得到的權益，但是卻遭到了莫斯科方面的拒絕，原先自由波蘭政府認為能夠得到倫敦方面的支持，不過即便連曾經大力支援過波蘭的邱吉爾，也在考量到了蘇聯的戰略地位之後，要求波蘭方面放棄自己的請求。
當蘇聯與波蘭流亡政府於1941年7月30日簽訂協議之後，史達林答應了波蘭方面的請求，允許他們在東線組織軍隊，並且從勞動營中釋放遭到拘禁的波蘭人做為這支軍隊的主力，然而當這支軍隊於1942年3月份轉往中東戰場作戰之後，史達林一氣之下居然逮捕了蘇聯境內的所有波蘭外交官，因此兩國要建立互信關係可以說是根本不可能，即便此刻德國已經成為他們共同的敵人。
1941年9月24日，莫斯科與波蘭流亡政府签署了《大西洋憲章》，在這個認知之下，波蘭流亡政府認定自己的國家主權完整已經同時受到美國與英國的保護。然而在這場新的大國博弈中，波蘭的領土將再度遭到出賣，因為在1941年12月的一次會議中，英國的外相艾登，就答應了史達林的要求，將波蘭西部的領土延伸到奧德河－尼斯河線邊界，以保存蘇聯在《德蘇互不侵犯條約》中所取得的領土。

### 卡廷森林大屠殺（1941）
自從波蘭流亡政府與蘇聯在1941年開始協商之後，波蘭流亡政府開始向蘇聯詢問20000多名在俄羅斯失蹤的波蘭軍官下落，當時史達林表示，這些軍官不是跑到外蒙古，就是在俄羅斯境內失蹤了，直到德軍方面透露在卡延找到了大批波蘭軍官遭到屠殺的證據之後，除了要求史達林立刻給予答覆之外，也開始要求國際紅十字會檢驗德軍所提出來的報告。
波蘭流亡政府總理西科爾斯基於1943年4月24日要求英國外相艾登向莫斯科施壓，要求史達林釋放所有被拘禁在勞改營內的波蘭人，並開始調查卡廷大屠殺的情形，但是卻遭到英國政府的拒絕，而史達林也以波蘭流亡政府與納粹合作為名義，宣布與波蘭流亡政府斷絕外交關係。美國與英國之所以不支持波蘭，主要原因在於此刻蘇聯已經取代波蘭成為東線戰場上的主要盟軍力量，尤其是在史達林格勒保衛戰後更是如此。

### 德黑蘭會議（1943）
1943年11月，羅斯福總統、邱吉爾首相與史達林大元帥在德黑蘭會議中，擅自畫分了波蘭東部的國境，並且沒有把這個消息轉告給波蘭流亡政府，導致波蘭開戰前領土中的48%被納入了蘇聯版圖。這個舉動很顯然的被波蘭人視為西方列強的再一次出賣，儘管早先羅斯福與邱吉爾曾告知史達林，關於波蘭領土主權的事宜要先跟流亡政府協商，然而實際上，在倫敦的波蘭政府卻一點消息都沒有得到。
當莫斯科會議於1944年舉行時，波蘭流亡政府也派了代表前往參加，早就知道這些領土最終勢必或落入自己手中的蘇聯人，僅以「那塊土地尚在戰爭狀態下」的藉口，暫時塘塞了波蘭代表。

### 華沙起義（1944）
自從波蘭流亡政府設置以來，流亡政權內部的政治與軍事領導人不斷的計畫在波蘭境內組織抗暴事件，為了搶在蘇聯紅軍抵達之前，將重點城市內的德軍驅逐出境，作為未來與莫斯科討價還價的資本，波蘭軍方制定了暴風雪行動，並且於1944年8月1日在華沙發動了民眾起義事件，目標是從納粹德國的手中，解放自己的首都。
8月4日，英國皇家空軍以及自由波蘭空軍的飛行員開始向起義居民空投補給物資，但是美國陸軍航空隊卻拒絕參與了這個行動，當時盟軍曾經要求史達林開放部分紅軍控制的機場供盟國空軍使用，但是卻遭到莫斯科方面的拒絕，儘管邱吉爾曾經至電羅斯福，表示可以試試看派出飛機強行降落到這些機場，對蘇聯進行試探，不過羅斯福卻回電，認為不該進行這樣冒險的舉動來激怒蘇聯。
也因此，西方的學者對於英美盟國採取了批判的立場，認為他們自己不但沒有協助波蘭民眾發動起義事件，也沒有向史達林施壓，給予波蘭人民夠有力的支援。

### 雅爾達會議（1945）
在雅爾達會議中，蘇聯政府實現了他們在德黑蘭會議中所提出的要求，波蘭政府沒有被允許派遣代表參加會議，這個事關波蘭領土完整的決定於事後經由同盟國轉告給了波蘭流亡政府，儘管在波茨坦會議中，波蘭代表曾經與各方代表進行辯論，但是在德國的部份領土被畫入波蘭的國界之後，這個爭議也就不了了之了，史達林順利的保住了1939年他從波蘭東部所取得的土地（比亞韋斯托克除外）。
隨後，這些被劃入蘇聯領土範圍內的波蘭居民被迫流亡，如今這一大塊領土分別由白俄羅斯、烏克蘭與立陶宛管轄，而波蘭則取得了從東普魯士南部、波美拉尼亞、西里西亞一直到奧德河－尼斯河區域的領土，在這裡活動的德國人也隨即遭到驅逐，並由遭到蘇聯人驅逐出來的波蘭人遷入，這在後來被視為當代史上最為龐大的一次集體移民行動。
由於遭到西方盟友的多次背叛，波蘭人民也對英美失去了信心，而當波蘭人民共和國成立之後，也自然樂不可支的繼續用這些宣傳攻擊西方，而蘇聯理所當然的被視為永遠不會出賣波蘭人民的堅定盟友，尤其是當德意志聯邦共和國於1949年成立時，由於其拒絕承認奧德河－尼斯河的國界，更被莫斯科與華沙視為第三帝國的再生，因此在兩害相權取其輕的狀況下，當時波蘭人民只好選擇跟蘇聯站在一起了。
儘管飽受批評，也有不少的學者站出來為當時的西方決策者說話，指出在當時的情況下，西方國家已經無力再跟蘇聯打另外一場戰爭，以嚇阻共產主義的擴張行動，不過依舊有人認為，羅斯福與邱吉爾對同樣是侵略者的希特勒與史達林採取了相同的標準，當蘇聯侵略波蘭與波羅的海三小國時，美國與英國完全是採取了坐視不理的態度，因此要負起龐大的政治責任。
在歷史上，波蘭曾經被列強多次瓜分，1926年以來，也曾經陷入薩納奇政權的威權統治之中，而沒有民主，因此當以前反對人士為主的波蘭流亡政府成立之後，曾經決定要在波蘭復國之後，恢復1921年3月所頒發的第二共和國民主憲法，廢除1935年4月份的威權憲法，然而蘇聯的佔領以及波蘭人民共和國的成立，卻徹底的斷絕了波蘭的民主之路。

### 戰後和其他
1939年，當德軍於10月6日擊敗了波蘭的抵抗力量之後，為了攏絡波蘭民心，也進行宣傳表示波蘭人民已經遭到西方盟國的遺棄，所以唯一能夠讓波蘭再度希望的方法，就是服從於第三帝國的統治之下。當法國向希特勒投降之後，這類文宣在波蘭境內顯得更站得住腳，因為當年波蘭與法國的條約中都有規定，任何一方不得在戰爭期間單獨與德國溝和，因此法國政府的舉動等於是自打嘴巴。戰後，蘇聯政府也以類似的宣傳，在東歐國家進行洗腦，表示波蘭遭到了資本主義國家的背叛與遺棄，因此波蘭人民唯一能夠做的，就是依賴蘇聯老大哥，不過這類的文宣攻勢到了1989年以後就遭到廢止了。
1943年7月，波蘭流亡政府總理西科爾斯基在直布羅陀上空遇難身亡，而這位讓史達林頭痛的波蘭將領死亡之後，自然也讓蘇聯少了一個絆腳石，也因為這個原因，許多人認為西科爾斯基是遭到蘇聯、英國甚至是波蘭流亡政府內的不同派系所殺害的，然而由於缺乏足夠的證據，因此這個論點在西方的史學界並不被大多數的學者所鼓勵與支持的。2000年，英國政府開放了部分西科爾斯基在倫敦活動時的資料給波蘭學者引用，然而卻也表示完整的資料要等50年到100年之後才公佈，也大大的讓人起疑，不過由於這符合英國政府的檔案管理程序，因此一切真相也只有等到那個時候，才會被公諸於世了。
1944年11月，波蘭流亡政府領導人斯坦尼斯瓦夫·米科瓦伊奇克離開了倫敦，在蘇聯的槍口下就任波蘭新政府的領袖，當時許多波蘭人就認為，這個舉動是蘇聯即將在波蘭設置傀儡政權的前兆（隨後他也於1947年在選舉失敗後，被迫離開波蘭），而他們的看法也極為正確，因為美國與英國也在1945年7月16日撤銷了他們對波蘭流亡政府的承認。隨後，波蘭流亡政府軍隊也遭到裁撤，這些曾經跟隨過盟軍一同與德軍作戰的波蘭軍人，也自然就沒有辦法回到共產黨統治下的祖國了，最後流亡政府只好象徵性的將組織改為自由波蘭政府，在保存了一些戰前波蘭第二共和國的文件與法統的情況下，繼續與波蘭人民共和國爭奪正統的地位，最後承認自由波蘭政府的兩個國家，分別為西班牙與愛爾蘭。儘管波蘭最後復國成功，第三共和國取代了人民共和國，不過讓這些波蘭老軍人傷心的是，在1946年倫敦舉辦的戰勝國大遊行中，曾經參與過不列顛空戰與卡西諾血戰的波蘭流亡政府士兵，不被允許參加遊行，反而是莫斯科的紅場勝利遊行歡迎波蘭老兵的捧場，可以說是十分諷刺的終戰儀式。

## 东南欧
1944年10月9日，第4次莫斯科会议期间，英国首相丘吉尔和苏联领导人斯大林进行秘密会晤，丘吉尔建议英国和苏联在东南欧各国划定势力范围，他建议苏联在罗马尼亚占90%、在保加利亚占75%；英国在希腊占90%；英苏在匈牙利和南斯拉夫各占50%。史称百分比协定。